# 清光院 (毛利輝元正室)
清光院（せいこういん、永禄元年（1558年）- 寛永8年6月20日（1631年7月19日））は、戦国時代から江戸時代初期にかけての女性。毛利輝元の正室。父は毛利氏一門衆の宍戸隆家、母は毛利元就の娘である五龍局。南の大方（みなみ の おおかた）と呼ばれた。清光院は院号。

## 生涯
永禄元年（1558年）、宍戸隆家の三女として生まれる。
永禄6年（1563年）2月、従兄である毛利輝元との婚約が成立し、永禄11年（1568年）11月に吉田郡山城内において盛大な婚儀が執り行われた。ただ、この婚約は毛利元就によって1度破棄されている。これは当時、室町幕府の将軍・足利義輝の仲介で、輝元に大友宗麟の娘を嫁がせて和議を結ぶことが決まったことによる。その後、和議が破綻したことにより、輝元と宗麟の娘との婚姻は実現せず、改めて南の大方との婚姻が進められた。
南の大方と輝元との間には子がなかったため、天正13年（1585年）に輝元の叔父・穂井田元清の子である毛利秀元を輝元の養子とした。しかし、文禄4年（1595年）に輝元の側室である二の丸殿（清泰院）が毛利秀就を生んだため、秀元には別家（後の長府藩）を興させ、秀就を輝元の嗣子とした。
毛利氏が豊臣秀吉に従った後の天正18年（1590年）、輝元や小早川隆景・吉川広家らが小田原征伐のために上洛するに先立って、南の大方は女房衆を伴い上洛。その際に勧修寺尹豊や勧修寺晴豊とその女房衆らと贈物を贈り合い、三色三荷を贈られた。また、福原元俊を使者として、准后・女御に挨拶をしている。
慶長5年（1600年）の関ヶ原の戦い後、毛利氏が周防・長門二か国に封じられると、南の大方も山口に移り住んだ。
慶長9年（1604年）、萩城がある程度出来上がると、萩へと移っている。
南の大方は浄土真宗に帰依しており、慶長9年（1604年）頃に山口に興正寺兼帯所を建立。慶長13年（1608年）頃には興正寺兼帯所を萩へ移転した。
寛永8年（1631年）6月20日、周防国山口宮野で死去した。享年74。法名は「清光院釈尼妙誓」、または、「清光院殿心鏡妙照」。

## 墓所・肖像画
南の大方の墓は、山口県萩市堀内の沙麓山天樹院跡に、輝元の墓と並んで建っている。輝元の墓は高さ2.1m、南の大方の墓は高さ1.8mと大型で、いずれも花崗岩製の五輪塔形である。また、南の大方の死去に伴い、興正寺をその霊位安置所として「月輪山清光寺」と号するようになり、現在でも南の大方の肖像画が所蔵されている。

## 関連作品
- 毛利元就（1997年、NHK大河ドラマ、演：松本恵） - 役名は「玉姫」。